# Lanthus fujiacus
Lanthus fujiacus är en trollsländeart som först beskrevs av Fraser 1936.  Lanthus fujiacus ingår i släktet Lanthus och familjen flodtrollsländor. Inga underarter finns listade i Catalogue of Life.